# Iva Jovic
Iva Jovic (* 6. Dezember 2007 in Torrance) ist eine US-amerikanische Tennisspielerin.

## Leben

### Persönliches
Jovics Eltern stammen aus Serbien und immigrierten in die Vereinigten Staaten vor ihrer Geburt. Sie hat noch eine ältere Schwester.

### Karriere
Jovic spielt seit 2022 auf Turnieren der ITF Women’s World Tennis Tour, wo sie bislang vier Titel im Einzel gewonnen hat.
2022 erreichte sie im September bei den US Open im Juniorinneneinzel mit Siegen über Sayaka Ishii und Solana Sierra das Achtelfinale, wo sie dann gegen Victoria Mboko verlor. Im Juniorinnendoppel erhielt sie mit Shannon Lam eine Wildcard, die beiden verloren aber gegen Mirra Andrejewa und Alexandra Eala mit 2:6 und 2:6. Im Dezember gewann Jovic zusammen mit Tyra Caterina Grant den Doppeltitel beim Orange Bowl in Miami Beach. Ende 2022 war sie dann auch noch mit der US-amerikanischen Junior Billie-Jean-King-Cup-Mannschaft siegreich.
2023 spielte sie im März bei den FILA  International Junior Tennis Championships im Indian Wells Tennis Garden. Im September trat sie bei den US Open an. Sowohl im Juniorinneneinzel, als auch im Juniorinnendoppel mit ihrer Partnerin Tyra Caterina Grant schied sie bereits in der ersten Runde aus.

## Turniersiege

### Einzel
| Nr. | Datum              | Turnier         | Kategorie      | Belag     | Finalgegnerin  | Ergebnis      |
| --- | ------------------ | --------------- | -------------- | --------- | -------------- | ------------- |
| 1.  | 8. Oktober 2023    | Redding         | ITF W25        | Hartplatz | Sayaka Ishii   | 6:4, 6:2      |
| 2.  | 29. September 2024 | Berkeley        | ITF W35        | Hartplatz | Victoria Mboko | 6:3, 2:6, 6:3 |
| 3.  | 6. Oktober 2024    | Rancho Santa Fe | ITF W75        | Hartplatz | Ena Shibahara  | 6:3, 6:3      |
| 4.  | 27. April 2025     | Charlottesville | ITF W100       | Sand      | Irina Bara     | 6:0, 6:1      |
| 5.  | 15. Juni 2025      | Ilkley          | WTA Challenger | Rasen     | Rebecca Marino | 6:1, 6:3      |

## Karrierestatistik und Turnierbilanz

### Einzel
Die letzte Aktualisierung erfolgte nach dem WTA-Turnier in Cincinnati 2025.
| Turnier                      | 2024      | 2025      | T / T      | S/N        | Sieg%      |
| ---------------------------- | --------- | --------- | ---------- | ---------- | ---------- |
| Australian Open              | –         | 2         | 0 / 1      | 1:1        | 50 %       |
| French Open                  | –         | 2         | 0 / 1      | 1:1        | 50 %       |
| Wimbledon                    | –         | 1         | 0 / 1      | 0:1        | 0 %        |
| US Open                      | 2         |           | 0 / 1      | 1:1        | 50 %       |
| Indian Wells                 | Q1        | 2         | 0 / 1      | 1:1        | 50 %       |
| Cincinnati                   | –         | 3         | 0 / 1      | 2:1        | 67 %       |
| Peking                       | –         |           | 0 / 0      | 0:0        | –          |
| Wuhan                        | –         |           | 0 / 0      | 0:0        | –          |
| Billie Jean King Cup         | –         |           | 0 / 0      | 0:0        | –          |
| Statistik                    | Statistik | Statistik | S/N        | S/N        | Sieg%      |
| Turnierteilnahmen            | 12        | 13        | Gesamt: 25 | Gesamt: 25 | Gesamt: 25 |
| Erreichte Finals             | 5         | 4         | Gesamt: 9  | Gesamt: 9  | Gesamt: 9  |
| Gewonnene Titel              | 2         | 2         | Gesamt: 4  | Gesamt: 4  | Gesamt: 4  |
| Hartplatz-Siege/-Niederlagen | 21:8      | 12:7      | 33:15      | 33:15      | 69 %       |
| Sand-Siege/-Niederlagen      | 9:3       | 8:3       | 17:6       | 17:6       | 74 %       |
| Rasen-Siege/-Niederlagen     | 0:0       | 8:1       | 8:1        | 8:1        | 89 %       |
| Gesamt-Siege/-Niederlagen    | 30:11     | 28:11     | 58:22      | 58:22      | 73 %       |
| Sieg%                        | 73 %      | 72 %      | Gesamt:    | Gesamt:    | 73 %       |
| Jahresendposition            | 206       |           | N/A        | N/A        | N/A        |

Zeichenerklärung: S = Turniersieg; F, HF, VF, AF = Einzug ins Finale / Halbfinale / Viertelfinale / Achtelfinale; 1, 2, 3 = Ausscheiden in der 1. / 2. / 3. Hauptrunde; KF (kleines Finale) = unterlegen im Spiel um Platz drei; RR = Round Robin (Gruppenphase); n. a. = nicht ausgetragen; a. K. = andere Kategorie; PO (Play-off) = Auf- und Abstiegsrunde im Billie Jean King Cup; K1, K2, K3 = Teilnahme in der Kontinentalgruppe I, II, III im Billie Jean King Cup.
Anmerkung: Diese Statistik berücksichtigt alle Ergebnisse im Einzel bei ITF- und WTA-Turnieren. Als Quelle dient die ITF- und WTA-Seite der Spielerin. Dargestellt sind nur WTA-Turniere der Kategorie Tier I (bis 2008), die WTA-Turniere der Kategorien Premier Mandatory und Premier 5 (2009–2020) bzw. die WTA-Turniere der Kategorie 1000 (seit 2021).